# Dewitt Jones

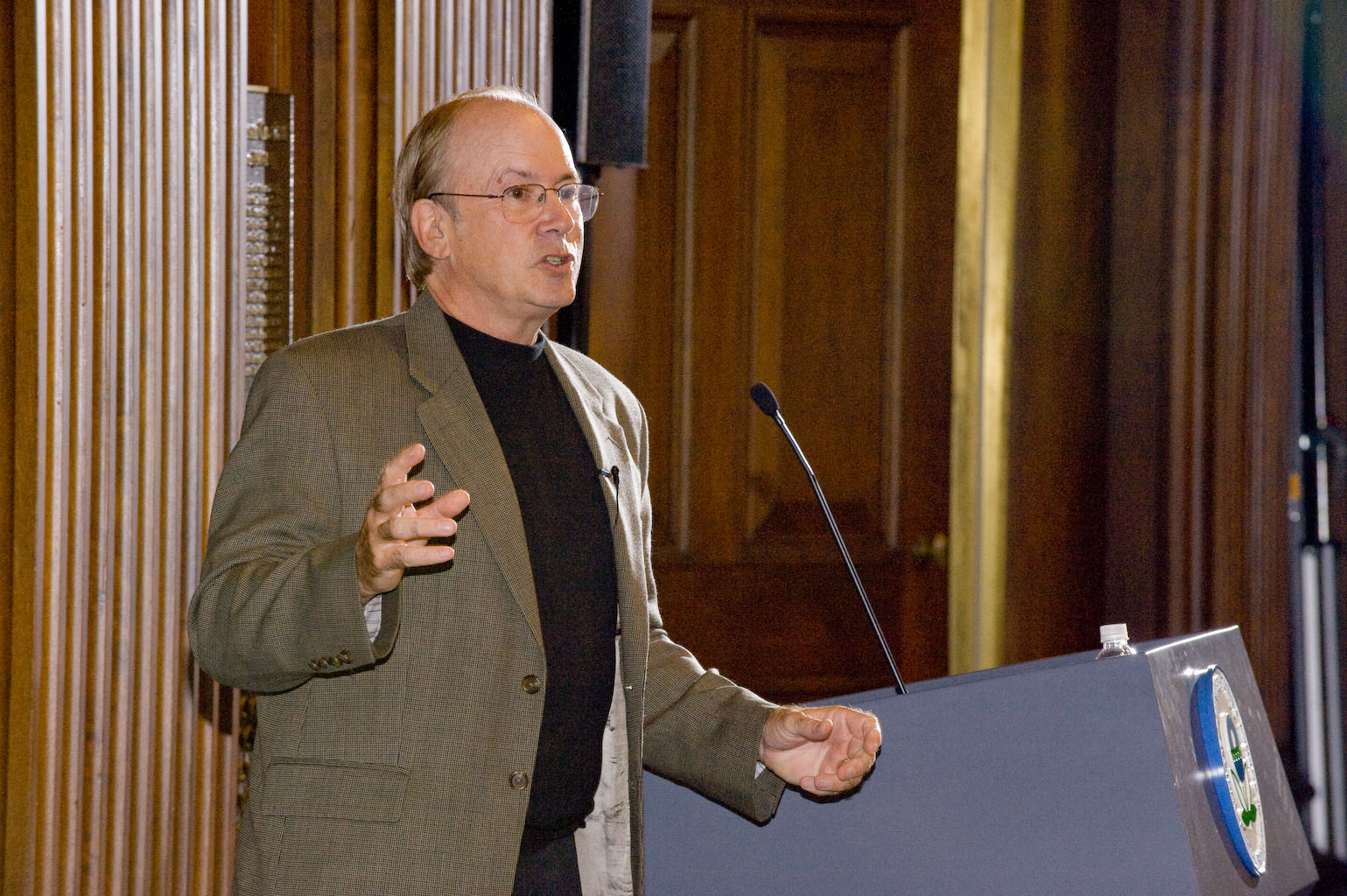
Dewitt Jones, 2008

Dewitt Jones (* 26. Juli 1943 in den Vereinigten Staaten) ist ein US-amerikanischer professioneller Fotograf, Autor, Filmregisseur, Filmproduzent und Redner, der für seine Arbeit als freiberuflicher Fotojournalist für National Geographic bekannt ist. Zudem produzierte und inszenierte er zwei Filme, die 1975 für einen Oscar nominiert waren.

## Biografie
Jones absolvierte das Dartmouth College und machte einen Bachelor-of-Arts-Abschluss im Fach Drama, außerdem hat er einen Master-Abschluss der University of California, Los Angeles im Bereich Film.
In seinem Heimatland ist Jones auch bekannt durch seine Kolumne im Outdoor-Photographer Magazine. In der Rubrik „Basic Jones“ erscheint diese dort seit mehr als achtzehn Jahren. Dewitt setzt sich darin mit der spirituellen Seite der Fotografie auseinander. Er ist zudem Autor mehrerer Bücher und produzierte eine Reihe von Schulungsfilmen, darunter Celebrate What’s Right with the World und Everyday Creativity.
Im Jahr 1974 war Jones gleich mit zwei Filmen für einen Oscar nominiert. Zum einen mit dem Kurzfilm Climb, in dem zwei Männer in einer Felswand im Yosemite-Tal klettern und uns an ihren Gefühlen und ihrer Motivation teilhaben lassen und uns auch einige Grundlagen des Kletterns vermitteln. Der Oscar ging jedoch an Paul Claudon und Edmond Séchan und ihren Film …les borgnes sont Rois, der das Schicksal eines Mannes aufgreift, der im Herzen seiner Mutter nicht den ersten Platz einnimmt, den sie ihrem Hund zugesteht.
Auch der zweite oscarnominierte Film im Bereich Dokumentarfilm John Muir’s High Sierra, der sich um den aus Schottland stammenden US-amerikanischen Naturphilosophen John Muir und die High Sierra, ein Hochgebirge der Sierra Nevada dreht, kam nicht gegen Robin Lehmans Dokumentar-Kurzfilm Don’t an, der den Lebenszyklus eines Monarchfalters zum Inhalt hat.

## Filmografie (Auswahl)
- 1972: The Explorers (Fernsehserie,
Folgen South Face of the Column und Trek to the High County; Autor, Regie, Kamera)
- 1974: John Muir’s High Sierra (Dokumentar-Kurzfilm; Produzent)
- 1974: Climb (Kurzfilm; Produzent)

## Auszeichnungen
- Oscarverleihung 1975
  - Oscarnominierung für und mit dem Kurzfilm Climb in der Kategorie „Bester Kurzfilm“
  - Oscarnominierung für und mit dem Dokumentar-Kurzfilm John Muir’s High Sierra in der Kategorie „Bester Dokumentar-Kurzfilm“ gemeinsam mit Lesley Foster
- Träger des Ansel Adams Award für Naturschutzfotografie des Sierra Clubs, der Fotografen auszeichnet, die sich mit ihrer Arbeit vornehmlich für den Erhalt und den Schutz der Natur eingesetzt haben.